# Lista de episódios de The Noite com Danilo Gentili (4.ª temporada)
Esta lista contém os episódios da quarta temporada do late-night talk show The Noite com Danilo Gentili, que foram exibidos pelo SBT entre os dias 6 de março e 29 de dezembro de 2017. O primeiro convidado desta temporada foi o ator Hugh Jackman, e o último entrevistado do ano foi o comediante Gigante Léo.

## Março
| N.º | Data de exibição    | Convidado(s)                                             |
| --- | ------------------- | -------------------------------------------------------- |
| 646 | 6 de março de 2017  | Hugh Jackman                                             |
| Estreia de Gentilíssimo, que recebe o conde Chiquinho Scarpa, que é cancelado após um telefonema de Silvio Santos; Monólogo sobre o quarto ano do The Noite; Leite Show com cover mirim de MC Gui; Entrevista com o ator intérprete de Wolverine, Hugh Jackman, que apresenta seu último filme como o personagem, além de conhecer seu dublador brasileiro, Isaac Bardavid; Estreia do quadro Boletim de Segunda; Ultraje a Rigor faz musical tocando The Animals. |                     |                                                          |
| |                     |                                                          |
| |                     |                                                          |
| 647 | 7 de março de 2017  | Chris Flores; Ale McHaddo, Rogerio Morgado e Maisa Silva |
| Monólogo sobre a denúncia de compras de votos para o Rio de Janeiro ser sede dos Jogos Olímpicos de 2016; Entrevista com Chris Flores, que apresenta seu novo programa no SBT, Fábrica de Casamentos; Entrevista com Ale McHaddo, Rogerio Morgado e Maisa Silva, que fazem parte da equipe da animação brasileira BugiGangue no Espaço; Musical com o Ultraje a Rigor, que toca "Green Onions".                                                                    |                     |                                                          |
| |                     |                                                          |
| |                     |                                                          |
| 648 | 8 de março de 2017  | Naiara Azevedo                                           |
| Monólogo sobre a possível soltura de Macarrão, cúmplice do goleiro Bruno Fernandes de Souza no assassinato de Eliza Samudio; Murilo Couto liga para André Marques no quadro Quem Conhece Murilo Couto?; Entrevista com a cantora Naiara Azevedo; Mestre Mandou com Felipe Castanhari, Muca Muriçoca, Pyong Lee, Pathy dos Reis e Zoio; Diguinho Coruja paga castigo do Mestre Mandou com o Sushi Erótico; Musical com Naiara Azevedo, que canta "50 Reais".        |                     |                                                          |
| |                     |                                                          |
| |                     |                                                          |
| 649 | 9 de março de 2017  | Carioca                                                  |
| Monólogo com Jô Suado e piadas enviadas através do WhatsApp; Entrevista com o comediante Carioca; Jô Suado entrevista Danilo Gentili no cenário do Jô Soares Onze e Meia; Murilo Couto visita a exposição sobre a vida de Silvio Santos no Museu da Imagem e do Som de São Paulo; Ultraje a Rigor e Lelê Santos fazem musical tocando "Tempos Modernos". |                     |                                                          |
| Observação: Jô Suado e Lelê Santos são sátiras respectivas de Jô Soares e Lulu Santos interpretadas por Carioca. |                     |                                                          |
| |                     |                                                          |
| 650 | 10 de março de 2017 | Júlio Cocielo; MC G15                                    |
| Monólogo sobre cavalos que invadiram uma ciclovia; Entrevista com o youtuber Júlio Cocielo; Entrevista com o fanqueiro MC G15; MC G15 faz musical cantando "Deu Onda". |                     |                                                          |
| |                     |                                                          |
| |                     |                                                          |
| 651 | 13 de março de 2017 | Matheus Faria e Rachel Sheherazade                       |
| Monólogo sobre uma nova partida de futebol entre Brasil e Alemanha; Entrevista com a jornalista Rachel Sheherazade, e seu noivo, o tabelião Matheus Faria; Boletim de Segunda com Dilma Rousseff falando em francês, Michel Temer sendo machista e Vladimir Putin proibindo filme da Disney com beijo gay; Ultraje a Rigor toca "Nitro" no musical. |                     |                                                          |
| |                     |                                                          |
| |                     |                                                          |
| 652 | 14 de março de 2017 | Roy Rosselló; Renato Tortorelli                          |
| Monólogo sobre a opinião de Gilmar Mendes, ministro do STF, de que o "caixa dois tem que ser desmitificado"; Danilo Gentili liga para Ronald Golias no quadro Ligação do Além; Entrevista com o ex-Menudo Roy Rosselló; Elenco do The Noite se apresenta como o "novo Menudo"; Entrevista com o comediante Renato Tortorelli; Renato Tortorelli encerra o programa com uma apresentação de stand-up comedy.                                                        |                     |                                                          |
| |                     |                                                          |
| |                     |                                                          |
| 653 | 15 de março de 2017 | Inês Brasil                                              |
| Monólogo sobre o vídeo de uma assombração no "IML de Cuiabá"; Danilo Gentili apresenta Dona Zulma, uma senhora de 77 anos que é fã do The Noite; Murilo Couto liga para o apresentador Otaviano Costa no quadro Quem Conhece Murilo Couto?; Entrevista com Inês Brasil, que fica nua junto com Danilo Gentili; Léo Lins entrevista o elenco do filme Kong: a Ilha da Caveira; Musical com o Ultraje a Rigor tocando "Raw Ride".                                    |                     |                                                          |
| |                     |                                                          |
| |                     |                                                          |
| 654 | 16 de março de 2017 | Roupa Nova                                               |
| Léo Lins e Murilo Couto vão até a casa Dona Zulma de limousine e a leva para a gravação do The Noite; Entrevista com o grupo musical Roupa Nova; Dona Zulma é levada até o camarim de Danilo Gentili e é recebida com um jantar; Musical com Roupa Nova tocando "Sonhando com os Pés no Chão". |                     |                                                          |
| |                     |                                                          |
| |                     |                                                          |
| 655 | 17 de março de 2017 | Alinne Rosa; Regina Bittar                               |
| Monólogo sobre uma comissária de bordo com 60 anos de carreira; Entrevista com a cantora Alinne Rosa, que participa do quadro Quem Desafina É Corno; Entrevista com a locutora Regina Bittar, que deu voz ao Google Translate e ao Siri; Musical com Alinne Rosa, que canta "Lágrimas da Inimiga". |                     |                                                          |
| |                     |                                                          |
| |                     |                                                          |
| 656 | 20 de março de 2017 | Jair Bolsonaro                                           |
| Monólogo sobre os desdobramentos da Operação Carne Fraca da Polícia Federal; Entrevista com o deputado federal Jair Bolsonaro; Boletim de Segunda sobre Aécio Neves na lista investigados de Rodrigo Janot e uma entrevista "ao vivo" com Lula; Musical com o Ultraje a Rigor fazendo um improviso de blues. |                     |                                                          |
| |                     |                                                          |
| |                     |                                                          |
| 657 | 21 de março de 2017 | Cidade Negra                                             |
| Monólogo sobre uma tartaruga que ingeriu cerca de mil moedas; Entrevista com o conjunto musical Cidade Negra; Léo Lins vista uma escola de bruxaria em Campos do Jordão; Estreia do quadro de câmeras escondidas Pegadinhas do Léo Lins; Musical com o Cidade Negra tocando "Batendo em Sua Porta". |                     |                                                          |
| |                     |                                                          |
| |                     |                                                          |
| 658 | 22 de março de 2017 | Ludmilla                                                 |
| Monólogo sobre a proibição de importação de carne brasileira em Hong Kong e na União Europeia em reação a Operação Carne Fraca; Murilo Couto liga para o ex-prefeito paulistano Fernando Haddad no quadro Quem Conhece Murilo Couto?; Entrevista com a cantora Ludmilla, que joga beer pong com Danilo Gentili; Estreia do quadro Osasco Connection com Charles Heriquepédia, Inês Brasil e Mandela; Musical com Ludimilla cantado "Cheguei".                      |                     |                                                          |
| |                     |                                                          |
| |                     |                                                          |
| 659 | 23 de março de 2017 | Raça Negra                                               |
| Monólogo sobre ameaças que a Coreia do Norte fez aos Estados Unidos; Entrevista com o conjunto musical Raça Negra; Estreia do quadro de debates Contrarium e Favorarium; Musical com Raça Negra tocando "Cheia de Manias". |                     |                                                          |
| |                     |                                                          |
| |                     |                                                          |
| 660 | 24 de março de 2017 | Christian Figueiredo; Bruno Martini, Marcos Zeeba e Alok |
| Monólogo sobre fantasias de robô; Entrevista com o youtuber Christian Figueiredo; Entrevista com os músicos Bruno Martini, Marcos Zeeba e Alok; Bruno Martini, Marcos Zeeba e Alok lançam a música "Never Let Me Go" num musical. |                     |                                                          |
| |                     |                                                          |
| |                     |                                                          |
| 661 | 27 de março de 2017 | Valesca                                                  |
| Monólogo sobre a criação do primeiro "sereio" brasileiro; Entrevista com a cantora Valesca; Leite Show recebe cover mirins de Ivete Sangalo e Claudia Leitte; Léo Lins faz entrevista com M. Night Shyamalan, diretor do filme Fragmentado; Murilo Couto liga para Glenda Kozlowski e Roberto Justus no quadro Quem Conhece Murilo Couto?; Musical com Valesca cantando "Pimenta".                                                                                 |                     |                                                          |
| |                     |                                                          |
| |                     |                                                          |
| 662 | 28 de março de 2017 | Boris Casoy                                              |
| Monólogo sobre um polvo que pegou carona nas costas de um golfinho; Entrevista com o jornalista Boris Casoy; Boris Casoy apresenta o quadro Fofocasoy; Cultura em Seis Minuto apresenta o livro Ó, o Globo de Beatriz Manier. |                     |                                                          |
| |                     |                                                          |
| |                     |                                                          |
| 663 | 29 de março de 2017 | Felipe Dylon                                             |
| Monólogo sobre briga do prefeito paulistano João Doria Jr. com a Amazon por causa de uma propaganda da empresa; Murilo Couto liga para Marcelo Serrado no quadro Quem Conhece Murilo Couto?; Entrevista com o cantor Felipe Dylon; Mestre Mandou com Pathy dos Reis, Felipe Castanhari, Zoio, Pyong Lee e Muca Muriçoca; Castigo do Mestre Mandou é feito com uma competição de beer pong; Musical com Felipe Dylon tocando "Ligação Astral".                      |                     |                                                          |
| |                     |                                                          |
| |                     |                                                          |
| 664 | 30 de março de 2017 | Sikêra Júnior                                            |
| Monólogo sobre preço de uma nova camisa da seleção brasileira; Novidades do The Noite; Entrevista com Sikêra Jr., apresentador do telejornal Plantão Alagoas da TV Ponta Verde; Pegadinhas do Léo Lins; Musical com Sikêra Jr. cantando "Ele Queima". |                     |                                                          |
| |                     |                                                          |
| |                     |                                                          |
| 665 | 31 de março de 2017 | Mariana Fagundes; MC Kevinho                             |
| Monólogo sobre motel que lançou quarto inspirado na Operação Lava Jato; Entrevista com a cantora Mariana Fagundes; Entrevista com o fanqueiro MC Kevinho; MC Kevinho participa do campeonato de sarrada; Musical com Mariana Fagundes cantando É Só Me Chamar. |                     |                                                          |
| |                     |                                                          |
| |                     |                                                          |

## Abril
| N.º | Data de exibição    | Convidado(s)                                               |
| --- | ------------------- | ---------------------------------------------------------- |
| 666 | 3 de abril de 2017  | Dulce María                                                |
| Monólogo sobre o "vácuo" que o juiz Sergio Moro deu no deputado federal Jair Bolsonaro; Entrevista com a cantora Dulce María; Leite Show; Boletim de Segunda destaca a Operação Lava Jato; Musical com Dulce María cantando "Rompecorazones".                                                                                                   |                     |                                                            |
| |                     |                                                            |
| |                     |                                                            |
| 667 | 4 de abril de 2017  | Claudio Tognolli                                           |
| Monólogo sobre um peru que foi atropelado; Entrevista com o jornalista investigativo Claudio Tognolli; Léo Lins entrevista Octavia Spencer, protagonista do filme A Cabana; Pegadinhas do Léo Lins; Musical com Ultraje a Rigor e Claudio Tognolli tocando "Another Brick in the Wall".                                                         |                     |                                                            |
| |                     |                                                            |
| |                     |                                                            |
| 668 | 5 de abril de 2017  | Andressa Urach                                             |
| Monólogo sobre rapaz que sumiu no Acre e deixou 14 livros com mensagens criptografadas; Murilo Couto liga para Boninho e Reynaldo Gianecchini no quadro Quem Conhece Murilo Couto?; Entrevista com Andressa Urach; Osasco Connection com Inês Brasil, Charles Heriquepédia e Alberto Mandela; Musical com o Ultraje a Rigor tocando surf music. |                     |                                                            |
| |                     |                                                            |
| |                     |                                                            |
| 669 | 6 de abril de 2017  | Mário Gomes                                                |
| Monólogo sobre peixe drogado; Entrevista com o ator Mário Gomes; Murilo Couto investiga o "Chupa Troço"; Estreia da Escolinha do Professor Pauzudo; Musical com o Ultraje a Rigor tocando "Theme for Young Lovers". |                     |                                                            |
| |                     |                                                            |
| |                     |                                                            |
| 670 | 7 de abril de 2017  | Anselmo Ralph                                              |
| Monólogo sobre um "aviso de segurança" de bandidos em uma favela; Entrevista com o cantor Anselmo Ralph; Rodada da Noite com Osmar Campbell e Jeffinho; Musical com Anselmo Ralph cantando "Não Me Toca". |                     |                                                            |
| |                     |                                                            |
| |                     |                                                            |
| 671 | 10 de abril de 2017 | Fred Reder e Wanderléa                                     |
| Monólogo sobre o The Noite no Troféu Imprensa de 2017; Leite Show; Entrevista com Fred Reder e Wanderléa; Boletim de Segunda sobre Aécio Neves e Goleiro Bruno; Musical com Wanderléa cantando "Pare o Casamento". |                     |                                                            |
| |                     |                                                            |
| |                     |                                                            |
| 672 | 11 de abril de 2017 | Lawrence Wahba; Fabiano Augusto                            |
| Monólogo sobre o projeto de lei que pretende multar notícias falsas na Alemanha; Entrevista com Lawrence Wahba; Entrevista com Fabiano Augusto; Musical com o Ultraje a Rigor tocando Robert Johnson. |                     |                                                            |
| |                     |                                                            |
| |                     |                                                            |
| 673 | 12 de abril de 2017 | David Brazil                                               |
| Monólogo sobre mulher que teve parto durante um voo; Entrevista com David Brazil; Contrarium e Favorarium com Robson Nunes, André Santis, Micheli Machado e Rominho Braga; Musical com a Banda Busic tocando "Só o Tempo Vai Dizer". |                     |                                                            |
| |                     |                                                            |
| |                     |                                                            |
| 674 | 13 de abril de 2017 | Arianna Nuts, Igor Guimarães e Patrick Maia                |
| Monólogo sobre o paradeiro do "menino do Acre"; Entrevista com Arianna Nuts, Igor Guimarães e Patrick Maia sobre a estreia de A História Bêbada; A História Bêbada com Patrick Maia e "O Descobrimento" e Igor Guimarães e "O Chalaça". |                     |                                                            |
| |                     |                                                            |
| |                     |                                                            |
| 675 | 14 de abril de 2017 | Nice Nienke; Alexandre Costa                               |
| Monólogo sobre os Alcoólicos Anônimos atenderem pessoas pelas redes socais; Entrevista com a youtuber Nice Nienke; Entrevista com o empresário Alexandre Costa, fundador da Cacau Show; Musical com Alexandre Costa e Ultraje a Rigor. |                     |                                                            |
| |                     |                                                            |
| |                     |                                                            |
| 676 | 17 de abril de 2017 | Guta Stresser                                              |
| Monólogo sobre passageiro da United Airlines que foi arrastado durante um voo da companhia aérea; Dr. Luís Beviláqua desvenda a criptografia do "menino do Acre"; Entrevista com a atriz Guta Stresser; Boletim de Segunda; Musical com Ultraje a Rigor tocando "Wipe Out".                                                                     |                     |                                                            |
| |                     |                                                            |
| |                     |                                                            |
| 677 | 18 de abril de 2017 | Giovanna Chaves; Day & Lara                                |
| Monólogo sobre a volta do Tamagotchi; Entrevista com a atriz Giovanna Chaves; Entrevista com a dupla sertaneja Day & Lara; Musical com Day & Lara cantando "Até Ex Duvida". |                     |                                                            |
| |                     |                                                            |
| |                     |                                                            |
| 678 | 19 de abril de 2017 | Núbia Óliiver                                              |
| Monólogo sobre rapaz que pediu a namorada em casamento no espaço; Murilo Couto liga para Monica Iozzi no quadro Quem Conhece Murilo Couto?; Entrevista com Núbia Óliiver; Osasco Connection; Musical com o Ultraje a Rigor tocando The Ventures.                                                                                                |                     |                                                            |
| |                     |                                                            |
| |                     |                                                            |
| 679 | 20 de abril de 2017 | Buiu                                                       |
| Monólogo sobre o novo corte de cabelo do cantor Wesley Safadão; Entrevista com o comediante Buiu; Elenco do The Noite e Buiu fazem o quadro Traduzindo de A Praça É Nossa; A História Bêbada com Rominho Braga e a história "Santos Dumont x Princesa Isabel"; Escolinha do Professor Pauzudo; Musical com Serial Funkers.                      |                     |                                                            |
| |                     |                                                            |
| |                     |                                                            |
| 680 | 21 de abril de 2017 | Edson Cordeiro                                             |
| Monólogo sobre um preso que fugiu da cadeira no Ceará e acabou numa lixeira; Entrevista com o cantor Edson Cordeiro; Câmera The Noite sobre a criminalidade no Rio de Janeiro; Escolinha do Professor Pauzudo; Musical com Edson Cordeiro. |                     |                                                            |
| |                     |                                                            |
| |                     |                                                            |
| 681 | 24 de abril de 2017 | Juan Pablo Escobar                                         |
| Monólogo sobre o jogador de futebol Neymar Jr. ter se tornado uma das pessoas mais influentes do mundo; Leite Show; Entrevista com Juan Pablo Escobar, filho do narcotraficante Pablo Escobar; Homenagem ao cantor Jerry Adriani, que faleceu no dia anterior.                                                                                  |                     |                                                            |
| |                     |                                                            |
| |                     |                                                            |
| 682 | 25 de abril de 2017 | Brian Penido, Dalton Vigh e Camila Czerkes                 |
| Monólogo sobre o aniversário da mulher mais velha do mundo; Entrevista com Brian Penido, Dalton Vigh e Camila Czerkes, elenco da peça Uma Peça por Outra; Léo Lins entrevista elenco do filme Guardiões da Galáxia Vol. 2; Escolinha do Professor Pauzudo; Musical com Kongos tocando "Come with Me Now".                                       |                     |                                                            |
| |                     |                                                            |
| |                     |                                                            |
| 683 | 26 de abril de 2017 | As Galvão                                                  |
| Monólogo sobre o pedido da mãe de Isabela Nardoni para cumprir sua pena em regime semiaberto; Entrevista com a dupla sertaneja As Galvão; A História Bêbada com Diogo Portugal e "O Dia do Fico"; Escolinha do Professor Pauzudo; Musical com As Galvão cantando "Beijinho Doce".                                                               |                     |                                                            |
| |                     |                                                            |
| |                     |                                                            |
| 684 | 27 de abril de 2017 | Geraldo Magela                                             |
| Monólogo sobre um carro que foi arrastado por um caminhão; Entrevista com o comediante Geraldo Magela; Rodada da Noite com Jansen Serra, Bruno Motta e Ben Ludmer; Musical com Ultraje a Rigor tocando "Rumble". |                     |                                                            |
| |                     |                                                            |
| |                     |                                                            |
| 685 | 28 de abril de 2017 | Carolinie Figueiredo e Cacau Protásio; Suicidal Tendencies |
| Monólogo sobre o acidente que o Paulo Nobre, ex-dirigente do Palmeiras, sofreu; Roger: o Homem do QI 200; Entrevista com as atrizes Carolinie Figueiredo e Cacau Protásio, elenco do filme Gostosas, Lindas & Sexies; Entrevista com a banda Suicidal Tendencies; Musical com Suicidal Tendencies.                                              |                     |                                                            |
| |                     |                                                            |
| |                     |                                                            |

## Maio
| N.º | Data de exibição   | Convidado(s)                                                 |
| --- | ------------------ | ------------------------------------------------------------ |
| 686 | 1 de maio de 2017  | Sarah Sheeva                                                 |
| Monólogo sobre o casamento surpresa de Tiririca; Leite Show; Entrevista com a pastora Sarah Sheeva; A História Bêbada com Murilo Couto e o "Caramuru". |                    |                                                              |
| |                    |                                                              |
| |                    |                                                              |
| 687 | 2 de maio de 2017  | Batoré                                                       |
| Monólogo sobre acidente causado por taxista que queria entrar em um "portal tridimensional"; Estreia de Rodela no Helicóptero; Entrevista com Batoré; Escolinha do Professor Pauzudo; Musical com Serial Funkers tocando "A Batida do Coração". |                    |                                                              |
| |                    |                                                              |
| |                    |                                                              |
| 688 | 3 de maio de 2017  | Xaropinho; Eduardo Mascarenhas; Dire Straits                 |
| Xaropinho se sente excluído do Programa do Ratinho e na saída do SBT é convidado ao The Noite; Monólogo sobre cão que defecou durante uma partida de futebol; Murilo Couto liga para Pedro Bial no quadro Quem Conhece Murilo Couto?; Entrevista com Xaropinho; Entrevista com Eduardo Mascarenhas, intérprete do Xaropinho; Entrevista com a banda Dire Straits; Musical com o Ultraje a Rigor tocando "Os Milionários". |                    |                                                              |
| |                    |                                                              |
| |                    |                                                              |
| 689 | 4 de maio de 2017  | Édgar Vivar                                                  |
| Monólogo sobre brasileiro que conseguiu zerar o jogo Super Mario em tempo recorde; Entrevista com Édgar Vivar, intérprete do Sr. Barriga; Estreia de Eu Sei Mais Sobre Você do que Você Sabe Sobre Você Mesmo com Édgar Vivar; Musical com Ultraje a Rigor. |                    |                                                              |
| |                    |                                                              |
| |                    |                                                              |
| 690 | 5 de maio de 2017  | Raimundos; Evanescence                                       |
| Rodela no Helicóptero; Entrevista com a banda Raimundos; Entrevista com a banda Evanescence; Musical com Raimundos tocando "Bonita". |                    |                                                              |
| |                    |                                                              |
| |                    |                                                              |
| 691 | 8 de maio de 2017  | Bell Marques                                                 |
| Monólogo sobre a máfia dos trens de São Paulo; Adultos com Voz de Criança porque Fica Engraçado; Entrevista com o cantor Bell Marques; Boletim de Segunda; Cultura em Seis Minuto com Lola Benvenutti apresentando seu livro Por que os Homens me Procuram?. |                    |                                                              |
| |                    |                                                              |
| |                    |                                                              |
| 692 | 9 de maio de 2017  | Rafael Infante                                               |
| Diguinho Coruja critica Danilo Gentili, que não faz monólogo; Rodela no Helicóptero; Entrevista com o ator Rafael Infante; Léo Lins entrevista elenco do filme Alien: Covenant; Cultura em Seis Minuto com Gabriel Godoy e Bolívar Torres, escritores do livro Baladas Proibidas. |                    |                                                              |
| |                    |                                                              |
| |                    |                                                              |
| 693 | 10 de maio de 2017 | Maluma                                                       |
| Monólogo sobre crianças que receberam mochilas gigantes numa creche da prefeitura de Jequié; Curiosidades do The Noite; Entrevista com o cantor Maluma; Quem Sabe Dança, Quem Não Sabe... com Maluma; A História Bêbada com Pietra Princípe e "Oswald de Andrade"; Espetáculo de Juan Duran; Clipe de "Felices los 4". |                    |                                                              |
| |                    |                                                              |
| |                    |                                                              |
| 694 | 11 de maio de 2017 | Carlos Alberto de Nóbrega                                    |
| Especial em homenagem aos 30 anos de A Praça É Nossa: Entrevista com Carlos Alberto de Nóbrega; Rodada da Noite com Dapena (Zé Américo), Lindeza (Murilo Couto), Nina (Marlei Cevada), Vera Verão (Léo Lins) e Cabrito Tevez (Alexandre Porpetone); Musical com o Ultraje a Rigor tocando "Scuttle Buttin'". |                    |                                                              |
| |                    |                                                              |
| |                    |                                                              |
| 695 | 12 de maio de 2017 | Sofia Oliveira; Orlando Paes Filho                           |
| Monólogo sobre roubo de livros investigado pela Polícia Federal; Entrevista com a cantora Sofia Oliveira; Entrevista com o escritor Orlando Paes Filho; Escolinha do Professor Pauzudo; Musical com Sofia Oliveira cantando "Eu Te Amo Tanto". |                    |                                                              |
| |                    |                                                              |
| |                    |                                                              |
| 696 | 15 de maio de 2017 | Charlie Hunnam                                               |
| Monólogo sobre o aniversário de um ano do governo Michel Temer; Adultos com Voz de Criança porque Fica Engraçado; Entrevista com o ator Charlie Hunnam; A História Bêbada com Léo Lins e "A Revolta da Chibata"; Boletim de Segunda; Musical com Ultraje a Rigor tocando "Run Chicken Run". |                    |                                                              |
| |                    |                                                              |
| |                    |                                                              |
| 697 | 16 de maio de 2017 | Bene Barbosa; J.C. Feyer                                     |
| Monólogo sobre mulher que engoliu nove mil dólares ao ser traída; Rodela no Helicóptero; Entrevista com Bene Barbosa; Entrevista com J.C. Feyer; Danilo Gentili passa por experiência de realidade virtual; Espírito assombra camarins do SBT. |                    |                                                              |
| |                    |                                                              |
| |                    |                                                              |
| 698 | 17 de maio de 2017 | Mr. Catra                                                    |
| Monólogo sobre o novo hobby do apresentador Gugu Liberato; Curiosidades do The Noite; Entrevista com Mr. Catra; Mestre Mandou com Ana Maria Brogui, Victor Meyniel, Léo Stronda, Taty Ferreira e Fred; Castigo do Mestre Mandou; Musical com Mr. Catra cantado Pepeca Chora". |                    |                                                              |
| |                    |                                                              |
| |                    |                                                              |
| 699 | 18 de maio de 2017 | Zé Modesto                                                   |
| Monólogo sobre o presidente da Rússia, Vladimir Putin, ter tocado piano; Entrevista com Zé Modesto; Contrarium e Favorarium com Renato Tortorelli, Rogério Villela, Victor Ahmar e Matheus Ceará; Musical com Ultraje a Rigor. |                    |                                                              |
| |                    |                                                              |
| |                    |                                                              |
| 700 | 19 de maio de 2017 | Jair Oliveira e Tânia Kalil                                  |
| Monólogo sobre o anúncio que o Facebook fará séries originais; Entrevista com Jair Oliveira e Tânia Kalil; Murilo Couto visita uma feira fitness; Murilo Couto desafia Léo Lins; Musical com Jair Oliveira cantando "Simples Desejo". |                    |                                                              |
| |                    |                                                              |
| |                    |                                                              |
| 701 | 22 de maio de 2017 | Eduardo Araújo                                               |
| Monólogo sobre galo que estava num ponto de ônibus; Homenagem a Kid Vinil; Boletim de Segunda; Entrevista com Eduardo Araújo; Musical com Eduardo Araújo cantando "Muito sobre a Vida". |                    |                                                              |
| |                    |                                                              |
| |                    |                                                              |
| 702 | 23 de maio de 2017 | Figueroas                                                    |
| Monólogo sobre o maior gato do mundo; Rodela no Helicóptero; Entrevista com Figueroas; A História Bêbada com André Santi e "Chiquinha Gonzaga"; Escolinha do Professor Pauzudo; Musical com Figueroas cantando "Lambada da Massa". |                    |                                                              |
| |                    |                                                              |
| |                    |                                                              |
| 703 | 24 de maio de 2017 | Valdemiro Santiago                                           |
| Monólogo sobre impopularidade do governo Michel Temer; Curiosidades do The Noite; Entrevista com o apóstolo Valdemiro Santiago; Pedro Manso imita Valdemiro Santiago; Léo Lins visita a seção de achados e perdidos do Metrô de São Paulo; Musical com Juliana Santiago cantando "Clamo por Ti". |                    |                                                              |
| |                    |                                                              |
| |                    |                                                              |
| 704 | 25 de maio de 2017 | Rey Biannchi                                                 |
| Monólogo sobre as medalhas dos Jogos Olímpicos Rio 2016 quebrarem; Entrevista com o comediante Rey Biannchi; Rodada da Noite com Zé Luiz e Rafael Carvalho; Musical com Rey Biannchi e Ultraje a Rigor tocando "Mimimi É o Caralho". |                    |                                                              |
| |                    |                                                              |
| |                    |                                                              |
| 705 | 26 de maio de 2017 | Erich von Däniken; Fernando Gonsales                         |
| Monólogo sobre um bolo feito em formato de bolsa; Entrevista com Erich von Däniken; Entrevista com o cartunista Fernando Gonsales; Musical com Ultraje a Rigor tocando "Ace of Spades". |                    |                                                              |
| |                    |                                                              |
| |                    |                                                              |
| 706 | 29 de maio de 2017 | Cláudio Torres Gonzaga                                       |
| Monólogo sobre homem que foi espancado em bar no Amazonas; Boletim de Segunda; Entrevista com Cláudio Torres Gonzaga; Contrarium e Favorarium; Musical com Ultraje a Rigor. |                    |                                                              |
| |                    |                                                              |
| |                    |                                                              |
| 707 | 30 de maio de 2017 | Sepultura; Olavo de Carvalho, Matheus Bazzo e Josias Teófilo |
| Monólogo sobre cientistas que adestraram bactérias para fazer desenhos; Rodela no Helicóptero; Entrevista com a banda Sepultura; Eu Sei Mais Sobre Você do que Você Sabe Sobre Você Mesmo com Sepultura; Entrevista com Olavo de Carvalho, Matheus Bazzo e Josias Teófilo; Musical com Sepultura tocando "I Am the Enemy".                                                                                                |                    |                                                              |
| |                    |                                                              |
| |                    |                                                              |
| 708 | 31 de maio de 2017 | Bárbara Evans                                                |
| Monólogo sobre festa de aniversário que teve como tema o Casos de Família; Curiosidades do The Noite; Entrevista com Bárbara Evans; Bárbara Evans joga beer pong com Danilo Gentili; A História Bêbada com Alexandre Herchcovitch e a "Guerra dos Farrapos"; Léo Lins entrevista elenco do filme Mulher-Maravilha; Escolinha do Professor Pauzudo; Musical com Ultraje a Rigor tocando "Calhoun Surf".                    |                    |                                                              |
| |                    |                                                              |
| |                    |                                                              |

## Junho
| N.º | Data de exibição    | Convidado(s)                                             |
| --- | ------------------- | -------------------------------------------------------- |
| 709 | 1 de junho de 2017  | Rogerio Morgado                                          |
| Monólogo sobre os sapatos em formato de pombo; Adultos com Voz de Criança porque Fica Engraçado; Entrevista com o comediante Rogerio Morgado; A História Bêbada com Rogerio Morgado e a "Proclamação da República"; Murilo Couto visita a Boca de Valores; Musical com Ultraje a Rigor.            |                     |                                                          |
| |                     |                                                          |
| |                     |                                                          |
| 710 | 2 de junho de 2017  | Rafa & Pipo Marques                                      |
| Monólogo sobre estudo de cientista sobre a forma que os flamingos se equilibram; Entrevista com Rafa & Pipo Marques; A História Bêbada com Thiago Ventura e "Francisco de Melo Palheta"; Murilo Couto faz aula de drift com Thiago Ventura; Musical com Rafa & Pipo Marques tocando "Tô de Boaça". |                     |                                                          |
| |                     |                                                          |
| |                     |                                                          |
| 711 | 5 de junho de 2017  | Benito di Paula                                          |
| Monólogo sobre quadrilha que roubou 30 mil camisinhas; Entrevista com Benito di Paula; A História Bêbada com Camila Raffanti e "Maria Quitéria"; Leite Show; Musical com Benito di Paula tocando "Essa Felicidade É Nossa".                                                                        |                     |                                                          |
| |                     |                                                          |
| |                     |                                                          |
| 712 | 6 de junho de 2017  | Miguel Frias, Juliana Camatti, Laura Frias e Mário Frias |
| Monólogo sobre deputado que perdeu a dentadura durante um discurso; Entrevista com Miguel Frias, Juliana Camatti Laura Frias e Mário Frias; Léo Lins entrevista o elenco do filme A Múmia; Murilo Couto visita uma feira de cosméticos; Musical com Ultraje a Rigor tocando "Apache".              |                     |                                                          |
| |                     |                                                          |
| |                     |                                                          |
| 713 | 7 de junho de 2017  | Felipe Araújo                                            |
| Monólogo sobre as perguntas que a PF fez para o presidente Michel Temer; Entrevista com o cantor Felipe Araújo; Felipe Araújo joga beer pong com Danilo Gentili; Mestre Mandou; Castigo do Mestre Mandou; Musical com Felipe Araújo cantando "Chave Cópia".                                        |                     |                                                          |
| |                     |                                                          |
| |                     |                                                          |
| 714 | 8 de junho de 2017  | Tony da Gatorra                                          |
| Monólogo sobre o prefeito de São Paulo, João Doria, perder a carteira de habilitação; Entrevista com Tony da Gatorra; Rodada da Noite; Musical com Tony da Gatorra. |                     |                                                          |
| |                     |                                                          |
| |                     |                                                          |
| 715 | 9 de junho de 2017  | Hungria Hip-Hop                                          |
| Monólogo sobre adolescente que criou robô para explorar Marte; Entrevista com Hungria Hip-Hop; Murilo Couto faz matéria especial do Dia dos Namorados; That's It, Ronnie; Musical com Hungria Hip-Hop.                                                                                             |                     |                                                          |
| |                     |                                                          |
| |                     |                                                          |
| 716 | 12 de junho de 2017 | Nana Magalhães e Tiririca                                |
| Monólogo sobre o Dia dos Namorados; Leite Show; Entrevista com Nana Magalhães e Tiririca; Pra Quem Você Veste o Chapéu? De Corno...; Baile dos Enxutos. |                     |                                                          |
| |                     |                                                          |
| |                     |                                                          |
| 717 | 13 de junho de 2017 | David Lloyd; Arthur Moledo do Val                        |
| Monólogo sobre a Agência Brasileira de Inteligência; Curiosidades do The Noite; Entrevista com David Lloyd; Entrevista com Arthur Moledo do Val. |                     |                                                          |
| |                     |                                                          |
| |                     |                                                          |
| 718 | 14 de junho de 2017 | Marcos & Belutti                                         |
| Monólogo sobre a curso de reciclagem de motorista feito por João Doria; Vem Aí no The Noite: Dicas de Saúde com Drauzio Varíolla; Entrevista com Marcos & Belutti; Marcos & Belutti jogam dardos; Osasco Connection com Tony da Gatorra, Dona Irene e Alberto Mandela.                             |                     |                                                          |
| |                     |                                                          |
| |                     |                                                          |
| 719 | 15 de junho de 2017 | David Pinheiro                                           |
| Monólogo sobre mulher que leiloou seu anel de noivado; Adultos com Voz de Criança porque Fica Engraçado; Entrevista com o comediante David Pinheiro; Contrarium e Favorarium; Musical com Ultraje a Rigor.                                                                                         |                     |                                                          |
| |                     |                                                          |
| |                     |                                                          |
| 720 | 16 de junho de 2017 | Letícia Bufoni; João Paulo Guerra Barrera                |
| Monólogo sobre um pinguim solteiro; Entrevista com a esqueitista Letícia Bufoni; Entrevista com João Paulo Guerra Barrera. |                     |                                                          |
| |                     |                                                          |
| |                     |                                                          |
| 721 | 19 de junho de 2017 | Nego Catra, Marco Cidade, Patrícia Kimberly e Emme White |
| Monólogo sobre o plano de celular do Corinthians; Leite Show; Entrevista com Nego Catra, Marco Cidade, Patrícia Kimberly e Emme White, vencedores do Prêmio Sexy Hot; A História Bêbada com David Mansour e "Carlota Joaquina".                                                                    |                     |                                                          |
| |                     |                                                          |
| |                     |                                                          |
| 722 | 20 de junho de 2017 | Oscar Maroni                                             |
| Monólogo sobre cão que não consegue trabalhar na polícia; Entrevista com o empresário Oscar Maroni; Murilo Couto visita o festival João Rock; That's It, Ronnie; Musical com Ultraje a Rigor tocando o tema de The Man from U.N.C.L.E..                                                            |                     |                                                          |
| |                     |                                                          |
| |                     |                                                          |
| 723 | 21 de junho de 2017 | Larissa Manoela                                          |
| Monólogo sobre astronautas poderem assar pão no espaço; Vem Aí no The Noite: Troca de Família; Entrevista com Larissa Manoela; Larissa Manoela oferece festa de debutante para Danilo Gentili; Osasco Connection; Musical com Larissa Manoela cantando "Boy Chiclete".                             |                     |                                                          |
| |                     |                                                          |
| |                     |                                                          |
| 724 | 22 de junho de 2017 | Desculpa Qualquer Coisa                                  |
| Monólogo sobre bebês que fugiram do berço; Entrevista com o grupo de humor Desculpa Qualquer Coisa; Contrarium e Favorarium; Musical com Ultraje a Rigor. |                     |                                                          |
| |                     |                                                          |
| |                     |                                                          |
| 725 | 23 de junho de 2017 | Massacration                                             |
| Monólogo sobre homem que cortou grama durante um tornado; Entrevista com a banda Massacration; Murilo Couto visita uma exposição de tecnologia para indústria farmacêutica; That's It, Ronnie; Musical com Massacration tocando "Metal Milf".                                                      |                     |                                                          |
| |                     |                                                          |
| |                     |                                                          |
| 726 | 26 de junho de 2017 | Dudu Camargo                                             |
| Monólogo sobre deputado russo que procurou por fotos de Marcela Temer; Entrevista com Dudu Camargo; Contrarium e Favorarium. |                     |                                                          |
| |                     |                                                          |
| |                     |                                                          |
| 727 | 27 de junho de 2017 | Túlio Costa                                              |
| Leite Show; Entrevista com Túlio Costa; A História Bêbada com Nil Agra e "Lampião"; That's It, Ronnie". |                     |                                                          |
| |                     |                                                          |
| |                     |                                                          |
| 728 | 28 de junho de 2017 | Maguila                                                  |
| Monólogo sobre a personagem Cuca ter virado meme internacional; Vem Aí no The Noite: Jovens Sarados em Busca de um Emprego Usando Apenas o Corpo; Entrevista com Maguila; Mestre Mandou; Danilo Gentili paga castigo do Mestre Mandou; Musical com Ultraje a Rigor tocando "Green Hornet".         |                     |                                                          |
| |                     |                                                          |
| |                     |                                                          |
| 729 | 29 de junho de 2017 | Rionegro & Solimões                                      |
| Monólogo sobre a origem da festa junina; Entrevista com Rionegro & Solimões; Quermesse do The Noite com Rionegro & Solimões; Entrevista com os santos juninos Santo Antônio, São Pedro e São João; Musical com Rionegro & Solimões tocando "Vem me Amar".                                          |                     |                                                          |
| |                     |                                                          |
| |                     |                                                          |
| 730 | 30 de junho de 2017 | Z-Maguinho do Piauí; K2rhym                              |
| Monólogo sobre a mão de Michel Temer; Entrevista com Z-Maguinho do Piauí; Entrevista com K2rhym; Musical com K2rhym cantando "World Turn Up". |                     |                                                          |
| |                     |                                                          |
| |                     |                                                          |

## Julho
| N.º | Data de exibição    | Convidado(s)                          |
| --- | ------------------- | ------------------------------------- |
| 731 | 3 de julho de 2017  | Mel C                                 |
| Monólogo sobre donos de cães serem obrigados a levá-los em sacolas no metrô de Nova Iorque; Entrevista com a cantora Mel C; Elenco do The Noite dança e canta "Stop"; A História Bêbada com Fernando Castaño e "Zumbi dos Palmares"; Léo Lins faz show de stand-up comedy em Londres; Musical com Mel C cantando "Anymore". |                     |                                       |
| |                     |                                       |
| |                     |                                       |
| 732 | 4 de julho de 2017  | Jennifer Lobo; Teodoro & Sampaio      |
| Monólogo sobre o Detran ter dado bronca em atriz da Rede Globo; Entrevista com a empresária Jennifer Lobo; Entrevista com Teodoro & Sampaio; Musical com Teodoro & Sampaio tocando "Pitoco". |                     |                                       |
| |                     |                                       |
| |                     |                                       |
| 733 | 5 de julho de 2017  | Tom Holland e Laura Harrier           |
| Monólogo sobre os R$ 1 trilhão pagos de impostos pelos brasileiros; Entrevista com os atores Tom Holland e Laura Harrier; Rodada da Noite com João Valio, Márcio Américo e Osmar Campbell; Musical com Ultraje a Rigor tocando o tema do 007.                                                                               |                     |                                       |
| |                     |                                       |
| |                     |                                       |
| 734 | 6 de julho de 2017  | Ceará e Mirella Santos                |
| Monólogo sobre clínica que criou tratamento com maconha para cães; Entrevista com Ceará e Mirella Santos ; Osasco Connection; Musical com Ultraje a Rigor. |                     |                                       |
| |                     |                                       |
| |                     |                                       |
| 735 | 7 de julho de 2017  | Tini Stoessel                         |
| Monólogo sobre os dois bilhões de usuários conquistados pelo Facebook; Entrevista com Tini Stoessel; Quem Sabe Dança, Quem Não Sabe...; Murilo Couto visita uma feira de robótica; That's It, Ronnie; Clipe de Si tú te vas".                                                                                               |                     |                                       |
| |                     |                                       |
| |                     |                                       |
| 736 | 10 de julho de 2017 | Mauricio de Sousa                     |
| Monólogo sobre ônibus biarticulado que se partiu em Santa Catarina; Desenhos do Mauricio; Entrevista com Mauricio de Sousa; Leite Show; Musical com Ultraje a Rigor tocando "Pode Vir Quente que Eu Estou Fervendo". |                     |                                       |
| |                     |                                       |
| |                     |                                       |
| 737 | 11 de julho de 2017 | CPM 22                                |
| Monólogo sobre ladrão que ficou preso em janela; Entrevista com a banda CPM 22; Câmera The Noite; That's It, Ronnie; Musical com CPM 22 tocando "Ser Mais Simples". |                     |                                       |
| |                     |                                       |
| |                     |                                       |
| 738 | 12 de julho de 2017 | Silvio Luiz                           |
| Monólogo sobre a condenação de Lula na Operação Lava Jato pelo juiz Sergio Moro; Vem Aí no The Noite: Hidrantes de Bigode; Entrevista com Silvio Luiz; Léo Lins e Murilo Couto entrevista desenvolvedores do filme Carros 3; Contrarium e Favorarium; Musical com Ultraje a Rigor.                                          |                     |                                       |
| |                     |                                       |
| |                     |                                       |
| 739 | 13 de julho de 2017 | Márcio Seixas                         |
| Monólogo sobre a chapa Dilma-Temer; Entrevista com o dublador Márcio Seixas; Márcio Seixas redubla personagens com a voz do Batman; Rodada da Noite; Musical com Ultraje a Rigor. |                     |                                       |
| |                     |                                       |
| |                     |                                       |
| 740 | 14 de julho de 2017 | Fernanda Brum                         |
| Monólogo sobre patos que fora presos pela polícia nos Estados Unidos; Entrevista com a cantora Fernanda Brum; A História Bêbada com Rafael Marinho e "Inconfidência Mineira"; Desenhos do Danilo; Musical com Fernanda Brum cantando "Pavão Pavãozinho".                                                                    |                     |                                       |
| |                     |                                       |
| |                     |                                       |
| 741 | 17 de julho de 2017 | Fernando Morgado                      |
| Monólogo sobre a morte de um dublê da série The Walking Dead; Entrevista com o professor Fernando Morgado, escritor do livro Silvio Santos, a Trajetória do Mito; Leite Show; Musical com Ultraje a Rigor tocando o tema de Os Simpsons.                                                                                    |                     |                                       |
| |                     |                                       |
| |                     |                                       |
| 742 | 18 de julho de 2017 | Oilman; Maneva                        |
| |                     |                                       |
| |                     |                                       |
| |                     |                                       |
| 743 | 19 de julho de 2017 | Carla Diaz; Bebê Cabeludo de Sorocaba |
| Monólogo sobre a proibição do Ursinho Pooh na República Popular da China; Entrevista com a atriz Carla Diaz; Elenco do The Noite refaz clipe "Coração com Buraquinhos", de Chiquititas; Entrevista com Heitor, o Bebê Cabeludo de Sorocaba; A História Bêbada com Ben Ludmer e o "Baile da Ilha Fiscal".                    |                     |                                       |
| |                     |                                       |
| |                     |                                       |
| 744 | 20 de julho de 2017 | Pepê & Neném                          |
| Monólogo sobre a Olimpíada da Matemática realizada no Rio de Janeiro; Entrevista com Pepê & Neném; Neném faz ultrassom para descobrir o sexo de seu bebê; Rodada da Noite; Musical com Ultraje a Rigor. |                     |                                       |
| |                     |                                       |
| |                     |                                       |
| 745 | 21 de julho de 2017 | Lucas Salles e Rominho Braga          |
| Monólogo sobre orgia feita na casa de um conselheiro do Papa; Entrevista com os comediantes Lucas Salles e Rominho Braga; Murilo Couto procura vaga no setor de cenografia do SBT; Léo Lins entrevista o elenco do filme Transformers; Musical com Ultraje a Rigor.                                                         |                     |                                       |
| |                     |                                       |
| |                     |                                       |
| 746 | 24 de julho de 2017 | Christopher Uckermann                 |
| Monólogo sobre os R$ 9 milhões que foram bloqueados de Lula; Leite Show; Entrevista com Christopher Uckermann; Christopher Uckermann joga tequila pong com Danilo Gentili; Murilo Couto lança seu clipe de rap; Musical com Christopher Uckermann cantando "Revolutionary Love".                                            |                     |                                       |
| |                     |                                       |
| |                     |                                       |
| 747 | 25 de julho de 2017 | Luiz Neto                             |
| Monólogo sobre o projeto de lei que pretende proibir o funk; Entrevista com o comediante Luiz Neto; That's It, Ronnie; Musical com Ultraje a Rigor tocando "Mary Had a Little Lamb". |                     |                                       |
| |                     |                                       |
| |                     |                                       |
| 748 | 26 de julho de 2017 | Fábio de Melo                         |
| Monólogo sobre uma foto de Gracyanne Barbosa na qual o seu joelho se aparenta com a figura de Dilma Rousseff; Entrevista com o padre Fábio de Melo; Murilo Couto vista o Festival do Japão em São Paulo; Desenhos do Arcebispo; Musical com padre Fábio de Melo cantando "Trem Bala".                                       |                     |                                       |
| |                     |                                       |
| |                     |                                       |
| 748 | 27 de julho de 2017 | Molejo e É o Tchan!                   |
| Monólogo sobre cão que dirigiu carro; Entrevista com as bandas Molejo e É o Tchan!, que formam o Moletchan; Eu Sei Mais Sobre Você do que Você Sabe Sobre Você Mesmo; Musical com Moletchan. |                     |                                       |
| |                     |                                       |
| |                     |                                       |
| 750 | 28 de julho de 2017 | Júlia & Rafaela                       |
| Diguinho Coruja discute com Danilo Gentili, que não faz monólogo; Desenhos do Danilo; Entrevista com Júlia & Rafaela; Murilo Couto tenta vaga na fábrica de cenários do SBT; Léo Lins entrevista elenco do filme Em Ritmo de Fuga; Musical com Júlia & Rafaela cantando "Mesma Moeda".                                      |                     |                                       |
| |                     |                                       |
| |                     |                                       |
| 751 | 31 de julho de 2017 | Angelique Boyer; Pad                  |
| Monólogo sobre Michel Temer dizer que que não falta "ousadia, coragem e fé" pra governar; Leite Show; Entrevista com a atriz Angelique Boyer; A História Bêbada com Adrianna Nutt e "Chica da Silva"; Entrevista com a banda Pad; Musical com Pad tocando "Not So Vain".                                                    |                     |                                       |
| |                     |                                       |
| |                     |                                       |

## Agosto
| N.º | Data de exibição     | Convidado(s)                                 |
| --- | -------------------- | -------------------------------------------- |
| 752 | 1 de agosto de 2017  | Mauro Sousa                                  |
| Monólogo sobre uma cadela que andou num cavalo; O Novo Prato do The Noite; Entrevista com Mauro Sousa; Musical com Ultraje a Rigor, que toca Dizzy Mizz Lizzy. |                      |                                              |
| |                      |                                              |
| |                      |                                              |
| 753 | 2 de agosto de 2017  | Andy Serkis                                  |
| Monólogo sobre o ex-presidente Lula; Entrevista com Andy Serkis; Contrarium e Favararium; Musical com Ultraje a Rigor tocando "Misirlou". |                      |                                              |
| |                      |                                              |
| |                      |                                              |
| 754 | 3 de agosto de 2017  | Fat Family                                   |
| Monólogo sobre chinesa que ficou enrolada num fio de poste; Entrevista com o conjunto musical Fat Family; Casos de Família Fat; Musical com Fat Family cantando "Mexe o Pescocinho".                                                                                |                      |                                              |
| |                      |                                              |
| |                      |                                              |
| 755 | 4 de agosto de 2017  | Erika Ender; Maurício Nunes                  |
| Monólogo sobre os japoneses trocaram mulheres por robôs; Entrevista com a cantora Erika Ender; Entrevista com o jornalista Maurício Nunes; Musical com Erika Ender cantando "Despacito".                                                                            |                      |                                              |
| |                      |                                              |
| |                      |                                              |
| 756 | 7 de agosto de 2017  | Maurício Manieri                             |
| Monólogo sobre um pavão no Metrô de Nova Iorque; Entrevista com o cantor Maurício Manieri; Pegando as Manha; Musical com Maurício Manieri tocando "Festa na Cidade".                                                                                                |                      |                                              |
| |                      |                                              |
| |                      |                                              |
| 757 | 8 de agosto de 2017  | Lobão                                        |
| Monólogo sobre casal que foi multado por fazer sexo na Itália; Entrevista com Lobão; O Novo Prato do The Noite; Musical com Lobão cantando "Virgem". |                      |                                              |
| |                      |                                              |
| |                      |                                              |
| 758 | 9 de agosto de 2017  | Jorge Lordello                               |
| Monólogo sobre o plano de demissão voluntária do Governo Federal; Leite Show; Entrevista com Jorge Lordello, o Dr. Segurança; A História Bêbada com Fábio Güeré e "Canudos".                                                                                        |                      |                                              |
| |                      |                                              |
| |                      |                                              |
| 759 | 10 de agosto de 2017 | Zezé Di Camargo & Luciano                    |
| Monólogo sobre pesquisa que indicou que ser solteiro faz bem à saúde; Entrevista com Zezé Di Camargo & Luciano; Artigo Providencial; Musical com Zezé Di Camargo & Luciano.                                                                                         |                      |                                              |
| |                      |                                              |
| |                      |                                              |
| 760 | 11 de agosto de 2017 | Carlos Tossi, Danielle Dahoui e Chris Flores |
| Monólogo com briga entre Diguinho Coruja, Danilo Gentili e Juliana Oliveira; Entrevista com Carlos Tossi, Danielle Dahoui e Chris Flores, elenco da segunda temporada de BBQ Brasil; Murilo Couto vai até a Festa do Peão de Barretos; Musical com Ultraje a Rigor. |                      |                                              |
| |                      |                                              |
| |                      |                                              |
| 761 | 14 de agosto de 2017 | Sidney Magal                                 |
| Monólogo sobre postagem do Detran dando bronca em Neymar; Entrevista com Sidney Magal; Leite Show; Musical com Sydney Magal cantando "O Meu Sangue Ferve por Você".                                                                                                 |                      |                                              |
| |                      |                                              |
| |                      |                                              |
| 762 | 15 de agosto de 2017 | Carolina Ferraz                              |
| Monólogo sobre projeto de deputado que proíbe venda de refrigerantes em escolas; Entrevista com a atriz Carolina Ferraz; O Novo Prato do The Noite; Musical com Ultraje a Rigor.                                                                                    |                      |                                              |
| |                      |                                              |
| |                      |                                              |
| 763 | 16 de agosto de 2017 | J Balvin                                     |
| Monólogo sobre o noivado de Juliana Oliveira; Entrevista com o cantor J Balvin; Quem Sabe Dança, Quem Não Sabe...; Osasco Connection com Gil Brother, Solange, a Gaga de Ilhéus e Alberto Mandela; Musical com J Balvin cantando "Ginza".                           |                      |                                              |
| |                      |                                              |
| |                      |                                              |
| 764 | 17 de agosto de 2017 | Isabele Benito                               |
| Monólogo sobre a meia de Diguinho Coruja; Entrevista com a jornalista Isabele Benito; Pegando as Manha; Musical com Ultraje a Rigor tocando "Bring It on Home to Me".                                                                                               |                      |                                              |
| |                      |                                              |
| |                      |                                              |
| 765 | 18 de agosto de 2017 | Kwesny; Spacca                               |
| Monólogo com performance de Kwesny; Entrevista com o comediante Kwesny; Entrevista com o cartunista Spacca; Musical com Ultraje a Rigor. |                      |                                              |
| |                      |                                              |
| |                      |                                              |
| 766 | 21 de agosto de 2017 | Cátia Damasceno                              |
| Monólogo sobre ovada dada em Jair Bolsonaro; Entrevista com Cátia Damasceno; Léo Lins entrevista elenco da série Os Defensores; A História Bêbada com Rogério Skylab e "Noel Rosa".                                                                                 |                      |                                              |
| |                      |                                              |
| |                      |                                              |
| 767 | 22 de agosto de 2017 | Daniel Rezende                               |
| Monólogo sobre serviço de disk droga; O Novo Prato do The Noite; Entrevista com Daniel Rezende, diretor do filme Bingo: o Rei das Manhãs; Musical com Ultraje a Rigor.                                                                                              |                      |                                              |
| |                      |                                              |
| |                      |                                              |
| 768 | 23 de agosto de 2017 | Simone & Simaria                             |
| Monólogo com briga entre Marcos Kleine e Danilo Gentili; Muri & Léo vira Mari & Léa; Entrevista com Simone & Simaria; Pegando as Manha; Leite Show; Musical com Simone & Simaria cantando "Loka".                                                                   |                      |                                              |
| |                      |                                              |
| |                      |                                              |
| 769 | 24 de agosto de 2017 | Tuca Graça e Saulo Laranjeira                |
| Monólogo sobre bolo de 106 anos que foi encontrado na Antártida; Entrevista com Tuca Graça e Saulo Laranjeira; Esquete com o deputado João Plenário e seu assessor Darci; Musical com Ultraje a Rigor.                                                              |                      |                                              |
| |                      |                                              |
| |                      |                                              |
| 770 | 25 de agosto de 2017 | Monja Coen                                   |
| Monólogo sobre o "gemidão do zap" ser tocado na câmara municipal de Votorantim; Entrevista com a Monja Coen; Murilo Couto vai até ao Tecnocarne; Pegando as Manha; Stand-up com Monja Coen.                                                                         |                      |                                              |
| |                      |                                              |
| |                      |                                              |
| 771 | 28 de agosto de 2017 | Ronnie Von                                   |
| Monólogo sobre as versão brasileira de Mad no Netflix; Entrevista com Ronnie Von; Rodada da Noite; Musical com Ultraje a Rigor. |                      |                                              |
| |                      |                                              |
| |                      |                                              |
| 772 | 29 de agosto de 2017 | Angela Dippe                                 |
| Monólogo sobre gambá que entrou num supermercado; Entrevista com a atriz Angela Dippe; O Novo Prato do The Noite; Musical com Ultraje a Rigor. |                      |                                              |
| |                      |                                              |
| |                      |                                              |
| 773 | 30 de agosto de 2017 | Lucas Lucco                                  |
| Monólogo sobre lançamento de míssil feito pela Coreia do Norte; Entrevista com Lucas Lucco; Lucas Lucco joga vodka pong com Danilo Gentili; Osasco Connection; Musical com Lucas Lucco cantando "Tô Fazendo Amor".                                                  |                      |                                              |
| |                      |                                              |
| |                      |                                              |
| 774 | 31 de agosto de 2017 | Ricardo Corte Real                           |
| Monólogo sobre os R$ 6 milhões de proprina que José Serra teria recebido; Entrevista com Ricardo Corte Real; Pegando as Manha; Musical com Ultraje a Rigor tocando "Crossroads".                                                                                    |                      |                                              |
| |                      |                                              |
| |                      |                                              |

## Setembro
| N.º | Data de exibição       | Convidado(s)                                       |
| --- | ---------------------- | -------------------------------------------------- |
| 775 | 1 de setembro de 2017  | Giorgio A. Tsoukalos                               |
| Monólogo sobre ladrões que se vestiram de freiras; Entrevista com Giorgio A. Tsoukalos; Léo Lins entrevista Damián Alcázar; As Aventuras do Jovem Pablito; Musical com Alírio Netto e Lívia Dabarian, do Freddie Mercury Revisited.                                                  |                        |                                                    |
| |                        |                                                    |
| |                        |                                                    |
| 776 | 4 de setembro de 2017  | Marília Mendonça                                   |
| Monólogo sobre a quarta mudança de local da Cracolândia na gestão de João Doria em São Paulo; Entrevista com a cantora Marília Mendonça; Pegando as Manha; Leite Show; Musical com Marília Mendonça cantando "Amante não Tem Lar".                                                   |                        |                                                    |
| |                        |                                                    |
| |                        |                                                    |
| 777 | 5 de setembro de 2017  | Tia Sol                                            |
| Monólogo sobre projeto de lei que obriga os ônibus a incluírem um botão de emergência em caso de assalto; O Novo Prato do The Noite; Entrevista com a cosplayer Tia Sol; Musical com Ultraje a Rigor tocando "Train Kept A-Rollin'".                                                 |                        |                                                    |
| |                        |                                                    |
| |                        |                                                    |
| 778 | 6 de setembro de 2017  | Daniele Martins                                    |
| Monólogo sobre os R$ 51 milhões de Geddel Vieira Lima apreendidos pela PF; Entrevista com a detetive Daniele Martins; Murilo Couto procura o bigode de Ratinho; Léo Lins entrevista o elenco do filme It: a Coisa; Musical com Ultraje a Rigor tocando "Mary Had a Little Lamb".     |                        |                                                    |
| |                        |                                                    |
| |                        |                                                    |
| 779 | 7 de setembro de 2017  | Proibidão da Praça                                 |
| Monólogo sobre a "gangue do cocô" em universidade de São José do Rio Preto; Entrevista com Marcelo de Nóbrega, Sangue, Mané Marreco e Matheus Ceará, elenco do show Proibidão da Praça; A História Bêbada com Diguinho Coruja e a "Independência".                                   |                        |                                                    |
| |                        |                                                    |
| |                        |                                                    |
| 780 | 8 de setembro de 2017  | João Carlos Martins; Rafael Ribas                  |
| Monólogo sobre bombeiros que salvaram porcos; Entrevista com o maestro João Carlos Martins; Entrevista com o cineasta Rafael Ribas; Musical com João Carlos Martins tocando "Ave Maria".                                                                                             |                        |                                                    |
| |                        |                                                    |
| |                        |                                                    |
| 781 | 11 de setembro de 2017 | Hanson                                             |
| Leite Show; Hanson toca MMMBop; Entrevista com a banda Hanson; Caguetando os Irmãozinhos; Musical com Hanson tocando "I Was Born". |                        |                                                    |
| |                        |                                                    |
| |                        |                                                    |
| 782 | 12 de setembro de 2017 | Fabrizio Fasano, Beca Milano e Carol Fiorentino    |
| Entrevista com Fabrizio Fasano, Beca Milano e Carol Fiorentino, do elenco do reality Bake Off Brasil: Mão na Massa; Finalistas de O Novo Prato do The Noite são revelados; Musical com Ultraje a Rigor tocando "Time Won't Let Me".                                                  |                        |                                                    |
| |                        |                                                    |
| |                        |                                                    |
| 783 | 13 de setembro de 2017 | Jô; Trio Parada Dura                               |
| Monólogo sobre Michel Temer ter sido apontado como chefe de quadrilha do PMDB; Entrevista com o jogador de futebol Jô; Entrevista com o Trio Parada Dura; Musical com Trio Parada Dura tocando "Aceita que Dói Menos".                                                               |                        |                                                    |
| |                        |                                                    |
| |                        |                                                    |
| 784 | 14 de setembro de 2017 | Henrique & Diego                                   |
| Monólogo sobre as poesias do estado islâmico; Entrevista com Henrique & Diego; Rodada da Noite; Musical com Henrique & Diego cantando "Raspão". |                        |                                                    |
| |                        |                                                    |
| |                        |                                                    |
| 785 | 15 de setembro de 2017 | Thiago Mariani                                     |
| Monólogo sobre o Juliana Oliveira ter bloqueado Danilo Gentili no Instagram; Entrevista com Thiago Mariani; Léo Lins debate sobre o desarmamento; Musical com Ego Kill Talent tocando "Last Ride".                                                                                   |                        |                                                    |
| |                        |                                                    |
| |                        |                                                    |
| 786 | 18 de setembro de 2017 | Jean Paulo Campos                                  |
| Monólogo sobre boi e vaca num shopping; Entrevista com Jean Paulo Campos; Leite Show; Musical com Daniel Diges cantando "Deus do Céu". |                        |                                                    |
| |                        |                                                    |
| |                        |                                                    |
| 787 | 19 de setembro de 2017 | Carlos Bertolazzi, César Menotti & Fabiano         |
| Final de O Novo Prato do The Noite: Super Bolo de Coxinha vs. Torre Avalanche; Musical com César Menotti & Fabiano tocando "Solidão". |                        |                                                    |
| |                        |                                                    |
| |                        |                                                    |
| 788 | 20 de setembro de 2017 | Bruninho & Davi; Tomislav Blazic e Marcelo Antunez |
| Monólogo sobre a "cura gay"; Entrevista com Bruninho & Davi; Entrevista com Tomislav Blazic e Marcelo Antunez, produtores do filme Polícia Federal: a Lei É para Todos; Musical com Bruninho & Davi cantando "Faixa 3".                                                              |                        |                                                    |
| |                        |                                                    |
| |                        |                                                    |
| 789 | 21 de setembro de 2017 | Nahim                                              |
| Monólogo sobre ladrão que foi arrastado por carro; Entrevista com Nahim; Qual É a Música? Ultimate Championship: a Batalha Final com Nahim e Ovelha; Musical com Nahim, Ovelha e Ultraje a Rigor tocando "Dá Seu Coração (Dá Dá Dá)".                                                |                        |                                                    |
| |                        |                                                    |
| |                        |                                                    |
| 790 | 22 de setembro de 2017 | Dom Bertrand de Orleans e Bragança                 |
| Monólogo sobre mulher que promete trocar aborto por likes; Entrevista com Dom Bertrand de Orleans e Bragança; Murilo Couto e Juliana Oliveira vistam a RedeTV!; Pegando as Manha; Musical com Ultraje a Rigor tocando "Raw Ride".                                                    |                        |                                                    |
| |                        |                                                    |
| |                        |                                                    |
| 791 | 25 de setembro de 2017 | Claudia Leitte                                     |
| O tombo de Roger Moreira; Entrevista com Claudia Leitte; Claudia Leitte joga champagne pong com Danilo Gentili; Leite Show; Musical com Claudia Leitte cantando "Taquitá". |                        |                                                    |
| |                        |                                                    |
| |                        |                                                    |
| 792 | 26 de setembro de 2017 | Afonso Padilha; Preto no Branco                    |
| Monólogo sobre política que usou dinheiro público para comprar terno pro seu cachorro; Entrevista com o comediante Afonso Padilha; Murilo Couto visita o show do cantor Tayrone; Entrevista com a banda Preto no Branco; Musical com Preto no Branco tocando "Ninguém Explica Deus". |                        |                                                    |
| |                        |                                                    |
| |                        |                                                    |
| 793 | 27 de setembro de 2017 | Raul Gil                                           |
| No monólogo, ninguém se lembra do aniversário de Danilo Gentili; Entrevista com Raul Gil; Danilo Gentili ganha festa surpresa do elenco do The Noite". |                        |                                                    |
| |                        |                                                    |
| |                        |                                                    |
| 794 | 28 de setembro de 2017 | Leo Dias, Bruno Chateaubriand e Valesca Popozuda   |
| Monólogo sobre Juliana Oliveira ter desbloqueado Danilo Gentili no Instagram; Entrevista com Leo Dias, Bruno Chateaubriand e Valesca Popozuda, elenco do programa radiofônico The Bate Boca; Contrarium e Favorarium; Musical com Valesca Popozuda cantando "Agora Eu Tô Solteira".  |                        |                                                    |
| |                        |                                                    |
| |                        |                                                    |
| 795 | 29 de setembro de 2017 | Issao Imamura                                      |
| Entrevista com o ilusionista Issao Imamura; Léo Lins entrevista Luis Gerardo Méndez, protagonista da série Club de Cuervos; Musical com Ultraje a Rigor tocando "Até Quando Esperar".                                                                                                |                        |                                                    |
| |                        |                                                    |
| |                        |                                                    |

## Outubro
| N.º | Data de exibição      | Convidado(s)                                |
| --- | --------------------- | ------------------------------------------- |
| 796 | 2 de outubro de 2017  | Bruno & Marrone                             |
| Monólogo sobre cão que ingeriu crack; Entrevista com Bruno & Marrone; Leite Show; Pegando as Manha; Musical com Bruno & Marrone tocando "Na Conta da Loucura". |                       |                                             |
| |                       |                                             |
| |                       |                                             |
| 797 | 3 de outubro de 2017  | Dizzy e Scooter                             |
| Monólogo sobre projeto de lei que exige curso superior para ser síndico; Entrevista com Dizzy e Scooter, integrantes do Harlem Globetrotters; Murilo Couto visita uma feira de licenciamento; Entrevista com Rodrigo Marim; Musical com Rodrigo Marim cantando "De Calcinha e Camiseta". |                       |                                             |
| |                       |                                             |
| |                       |                                             |
| 798 | 4 de outubro de 2017  | Leo Chaves; Alexandre Ayoub                 |
| Monólogo sobre as piores profissões do mundo; Entrevista com o cantor Leo Chaves, da dupla Victor & Leo; Entrevista com o dr. Alexandre Ayoub; Musical com a banda Rock in Black tocando "Óculos".                                                                                       |                       |                                             |
| |                       |                                             |
| |                       |                                             |
| 799 | 5 de outubro de 2017  | Angela Maria                                |
| Monólogo sobre boneca sexual; Entrevista com Angela Maria; Rodada da Noite; Musical com Angela Maria cantando "Não Se Esqueça de Mim". |                       |                                             |
| |                       |                                             |
| |                       |                                             |
| 800 | 6 de outubro de 2017  | Luiza Mell                                  |
| Monólogo sobre preso que se recusou a ser solto; Entrevista com Luiza Mell; Pegando as Manha; Léo Lins entrevista Jared Leto, que atou no filme Blade Runner 2049; Musical com Tyler Bryant and the Shakedown tocando "Ramblin' Bones".                                                  |                       |                                             |
| |                       |                                             |
| |                       |                                             |
| 801 | 9 de outubro de 2017  | Maisa Silva                                 |
| Monólogo sobre os memes do tombo de Roger Moreira; Entrevista com Maisa Silva; Verdade ou Consequência; Leite Show; Pegando as Manha; Musical com Kongos tocando "Take It from Me". |                       |                                             |
| |                       |                                             |
| |                       |                                             |
| 802 | 10 de outubro de 2017 | Christian Chávez                            |
| Monólogo sobre uma quadrilha que construiu um túnel; Entrevista com Christian Chávez; Quem Sabe Dança, Quem não Sabe...; Léo Lins e Murilo Couto vistam a pré-estreia do filme Como se Tornar o Pior Aluno da Escola; Pegando as Manha; Musical com Christian Chávez cantando "Tóxico".  |                       |                                             |
| |                       |                                             |
| |                       |                                             |
| 803 | 11 de outubro de 2017 | Carlos Villagrán                            |
| Monólogo sobre a cerveja do ex-goleiro Marcos; Entrevista com Carlos Villagrán; Carlos Villagrán joga beer pong com Danilo Gentili, e Bruno Munhoz e Daniel Pimentel pagam os castigos; Leite Show; Musical com Tyler Bryant and the Shakedown tocando "That's All Right".               |                       |                                             |
| |                       |                                             |
| |                       |                                             |
| 804 | 12 de outubro de 2017 | Moacyr Franco                               |
| Monólogo sobre um ladrão fantasiado; Entrevista com Moacyr Franco; Roleta Russa de Ovos; Léo Lins investiga a "cura gay"; Musical com Ultraje a Rigor. |                       |                                             |
| |                       |                                             |
| |                       |                                             |
| 805 | 13 de outubro de 2017 | Chiquinho Scarpa                            |
| Monólogo sobre coelho que bateu um recorde; Entrevista com Chiquinho Scarpa; Rodada da Noite; Musical com Ultraje a Rigor. |                       |                                             |
| |                       |                                             |
| |                       |                                             |
| 806 | 16 de outubro de 2017 | Gabriel Diniz                               |
| |                       |                                             |
| |                       |                                             |
| |                       |                                             |
| 807 | 17 de outubro de 2017 | C1 e C2                                     |
| |                       |                                             |
| |                       |                                             |
| |                       |                                             |
| 808 | 18 de outubro de 2017 | Julian Casablancas e The Voidz; Eri Johnson |
| |                       |                                             |
| |                       |                                             |
| |                       |                                             |
| 809 | 19 de outubro de 2017 | Ovelha                                      |
| |                       |                                             |
| |                       |                                             |
| |                       |                                             |
| 810 | 20 de outubro de 2017 | Noel Gallagher                              |
| |                       |                                             |
| |                       |                                             |
| |                       |                                             |
| 811 | 23 de outubro de 2017 | Leão Lobo, Décio Piccinini e Flor           |
| |                       |                                             |
| |                       |                                             |
| |                       |                                             |
| 812 | 24 de outubro de 2017 | Maitê Proença                               |
| |                       |                                             |
| |                       |                                             |
| |                       |                                             |
| 813 | 25 de outubro de 2017 | Lyoto Machida                               |
| |                       |                                             |
| |                       |                                             |
| |                       |                                             |
| 814 | 26 de outubro de 2017 | Matheus Ceará                               |
| |                       |                                             |
| |                       |                                             |
| |                       |                                             |
| 815 | 30 de outubro de 2017 | Padre Reginaldo Manzotti                    |
| |                       |                                             |
| |                       |                                             |
| |                       |                                             |
| 816 | 31 de outubro de 2017 | Christina Rickardsson; SOJA                 |
| |                       |                                             |
| |                       |                                             |
| |                       |                                             |

## Novembro
| N.º | Data de exibição       | Convidado(s)                                  |
| --- | ---------------------- | --------------------------------------------- |
| 817 | 1 de novembro de 2017  | Antony & Gabriel                              |
|     |                        |                                               |
|     |                        |                                               |
|     |                        |                                               |
| 818 | 2 de novembro de 2017  | Rei da Cacimbinha                             |
|     |                        |                                               |
|     |                        |                                               |
|     |                        |                                               |
| 819 | 3 de novembro de 2017  | Maurício Meirelles; SirKazzio                 |
|     |                        |                                               |
|     |                        |                                               |
|     |                        |                                               |
| 820 | 6 de novembro de 2017  | Latino                                        |
|     |                        |                                               |
|     |                        |                                               |
|     |                        |                                               |
| 821 | 7 de novembro de 2017  | Zico                                          |
|     |                        |                                               |
|     |                        |                                               |
|     |                        |                                               |
| 822 | 8 de novembro de 2017  | Padre Marcelo Rossi                           |
|     |                        |                                               |
|     |                        |                                               |
|     |                        |                                               |
| 823 | 9 de novembro de 2017  | Pedro Cardoso                                 |
|     |                        |                                               |
|     |                        |                                               |
|     |                        |                                               |
| 824 | 10 de novembro de 2017 | David Crane; Hideo Kojima                     |
|     |                        |                                               |
|     |                        |                                               |
|     |                        |                                               |
| 825 | 13 de novembro de 2017 | Bob Junior, Carlyto e Juventud Guerrera       |
|     |                        |                                               |
|     |                        |                                               |
|     |                        |                                               |
| 826 | 14 de novembro de 2017 | Falamansa; Flávio Ricco                       |
|     |                        |                                               |
|     |                        |                                               |
|     |                        |                                               |
| 827 | 15 de novembro de 2017 | Eduardo Costa                                 |
|     |                        |                                               |
|     |                        |                                               |
|     |                        |                                               |
| 828 | 16 de novembro de 2017 | Márcia Goldschmidt                            |
|     |                        |                                               |
|     |                        |                                               |
|     |                        |                                               |
| 829 | 17 de novembro de 2017 | Velhas Virgens; Dave Mustaine e Kiko Loureiro |
|     |                        |                                               |
|     |                        |                                               |
|     |                        |                                               |
| 830 | 20 de novembro de 2017 | Anahy D'amico; Margareth Menezes              |
|     |                        |                                               |
|     |                        |                                               |
|     |                        |                                               |
| 831 | 21 de novembro de 2017 | Michael Sullivan e Anayle Sullivan            |
|     |                        |                                               |
|     |                        |                                               |
|     |                        |                                               |
| 832 | 22 de novembro de 2017 | Karol Conka; Isaac Azar                       |
|     |                        |                                               |
|     |                        |                                               |
|     |                        |                                               |
| 833 | 23 de novembro de 2017 | Dr. Rey                                       |
|     |                        |                                               |
|     |                        |                                               |
|     |                        |                                               |
| 834 | 24 de novembro de 2017 | Perlla                                        |
|     |                        |                                               |
|     |                        |                                               |
|     |                        |                                               |
| 835 | 27 de novembro de 2017 | Matheus & Kauan; Leticia Birkheuer            |
|     |                        |                                               |
|     |                        |                                               |
|     |                        |                                               |
| 836 | 28 de novembro de 2017 | Rudy Landucci; Chris Jagger                   |
|     |                        |                                               |
|     |                        |                                               |
|     |                        |                                               |
| 837 | 29 de novembro de 2017 | Alexandre Rossi; Armored Dawn                 |
|     |                        |                                               |
|     |                        |                                               |
|     |                        |                                               |
| 838 | 30 de novembro de 2017 | Viny Vieira                                   |
|     |                        |                                               |
|     |                        |                                               |
|     |                        |                                               |

## Dezembro
| N.º | Data de exibição       | Convidado(s)                                                  |
| --- | ---------------------- | ------------------------------------------------------------- |
| 839 | 1 de dezembro de 2017  | Dani Russo; Raony Phillips                                    |
|     |                        |                                                               |
|     |                        |                                                               |
|     |                        |                                                               |
| 840 | 4 de dezembro de 2017  | Matheus Ueta; Rodrigo y Gabriela                              |
|     |                        |                                                               |
|     |                        |                                                               |
|     |                        |                                                               |
| 841 | 5 de dezembro de 2017  | Gil Brother; Ed Boon                                          |
|     |                        |                                                               |
|     |                        |                                                               |
|     |                        |                                                               |
| 842 | 6 de dezembro de 2017  | Acelino Popó Freitas                                          |
|     |                        |                                                               |
|     |                        |                                                               |
|     |                        |                                                               |
| 843 | 7 de dezembro de 2017  | Maurício Manfrini                                             |
|     |                        |                                                               |
|     |                        |                                                               |
|     |                        |                                                               |
| 844 | 8 de dezembro de 2017  | Gavin Roy; 2 Reis                                             |
|     |                        |                                                               |
|     |                        |                                                               |
|     |                        |                                                               |
| 845 | 11 de dezembro de 2017 | Jota Quest                                                    |
|     |                        |                                                               |
|     |                        |                                                               |
|     |                        |                                                               |
| 846 | 12 de dezembro de 2017 | Sabrina Parlatore                                             |
|     |                        |                                                               |
|     |                        |                                                               |
|     |                        |                                                               |
| 847 | 13 de dezembro de 2017 | Munhoz & Mariano                                              |
|     |                        |                                                               |
|     |                        |                                                               |
|     |                        |                                                               |
| 848 | 14 de dezembro de 2017 | Filipe Pontes; João Appolinário                               |
|     |                        |                                                               |
|     |                        |                                                               |
|     |                        |                                                               |
| 849 | 15 de dezembro de 2017 | Lohgann e Prit                                                |
|     |                        |                                                               |
|     |                        |                                                               |
|     |                        |                                                               |
| 850 | 18 de dezembro de 2017 | Edson & Hudson; Luísa Sonza                                   |
|     |                        |                                                               |
|     |                        |                                                               |
|     |                        |                                                               |
| 851 | 19 de dezembro de 2017 | Arlindo Grund                                                 |
|     |                        |                                                               |
|     |                        |                                                               |
|     |                        |                                                               |
| 852 | 20 de dezembro de 2017 | Sônia Lima; Tayrone                                           |
|     |                        |                                                               |
|     |                        |                                                               |
|     |                        |                                                               |
| 853 | 21 de dezembro de 2017 | Nany People                                                   |
|     |                        |                                                               |
|     |                        |                                                               |
|     |                        |                                                               |
| 854 | 22 de dezembro de 2017 | Will Yun Lee, Dichen Lachman, Martha Higareda e Joel Kinnaman |
|     |                        |                                                               |
|     |                        |                                                               |
|     |                        |                                                               |
| 855 | 25 de dezembro de 2017 | Marcelo Lambert                                               |
|     |                        |                                                               |
|     |                        |                                                               |
|     |                        |                                                               |
| 856 | 26 de dezembro de 2017 | Osmar Campbell; Warley Santana                                |
|     |                        |                                                               |
|     |                        |                                                               |
|     |                        |                                                               |
| 857 | 27 de dezembro de 2017 | Bianca Rinaldi; Léo Magalhães                                 |
|     |                        |                                                               |
|     |                        |                                                               |
|     |                        |                                                               |
| 858 | 28 de dezembro de 2017 | Nizo Neto e Tatiana Presser                                   |
|     |                        |                                                               |
|     |                        |                                                               |
|     |                        |                                                               |
| 859 | 29 de dezembro de 2017 | Gigante Léo                                                   |
|     |                        |                                                               |
|     |                        |                                                               |
|     |                        |                                                               |